# 切恩达芒格阿拉姆
切恩达芒格阿拉姆（Chendamangalam），是印度喀拉拉邦Ernakulam县的一个城镇。总人口28133（2001年）。

## 人口
该地2001年总人口28133人，其中男性13454人，女性14679人；0—6岁人口2762人，其中男1397人，女1365人；识字率85.90%，其中男性为87.12%，女性为84.77%。